# Dokonalý džentlmen
Dokonalý džentlmen (Dokonalý gentleman či The Distinguished Gentleman) je komediálně-satirický film z roku 1992, kde hraje v hlavní roli Eddie Murphy. Dále hráli Noble Willingham, Lane Smith, Chi McBride, Victoria Rowell a další. Film režíroval Jonathan Lynn.
Film se odehrává v politickém prostředí, kde se někteří členové Kongresu paktují s lobbisty, aby se různí i nepolitičtí činitelé dostali do senátu ve Washingtonu, D.C.
Natáčení filmu mimo jiné probíhalo v různých částech Washingtonu, D.C., dále v Los Angeles (stát Kalifornie), Harrisburgu (Pensylvánie), Marylandu a Pasadeně (Kalifornie).
Název je dvojsmysl. Ve spojených státech může slovo „gentleman“ rovněž znamenat „poslanec“ či „člen sněmovny“.

## Děj
Floridský kongresman Thomas Jefferson Johnson zemřel na infarkt při sexu se svou sekretářkou. Šikovný zlodějíček a bývalý majitel jedné sex linky (provozující sex po telefonu) s podobným jménem Jeff Johnson (E. Murphy) toho využije. Připíše se na listinu a zázračně vyhraje volby do Kongresu. Avšak zjistí, že zde dochází k podivným finančním praktikám (převody peněz apod.), za kterými stojí lobbisté, a tak začne bojovat proti nim svým osobitým způsobem.

## Hrají
| Herec             | Postava                  |
| ----------------- | ------------------------ |
| Eddie Murphy      | Thomas Jefferson Johnson |
| Lane Smith        | Dick Dodge               |
| Sheryl Lee Ralph  | Miss Loretta             |
| Joe Don Baker     | Olaf Andersen            |
| Victoria Rowell   | Celia Kirby              |
| Grant Shaud       | Arthur Reinhardt         |
| Kevin McCarthy    | Terry Corrigan           |
| Charles S. Dutton | Elijah Hawkins           |
| Victor Rivers     | Armando                  |

| Herec            | Postava             |
| ---------------- | ------------------- |
| Sheryl Lee Ralph | Miss Loretta        |
| Joe Don Baker    | Olaf Andersen       |
| Chi McBride      | Homer / Chi         |
| Sonny Jim Gaines | Van Dyke            |
| Noble Willingham | Zeke Bridges        |
| Gary Frank       | Iowa                |
| Daniel Benzali   | 'Skeeter' Warburton |
| Cynthia Harris   | Vera Johnson        |

### V českém znění
| Jméno postavy            | Herecký představitel | Jméno dabéra       |
| ------------------------ | -------------------- | ------------------ |
| Thomas Jefferson Johnson | Eddie Murphy         | Zdeněk Mahdal      |
| Dick Dodge               | Lane Smith           | Petr Haničinec     |
| Miss Loretta             | Sheryl Lee Ralph     | Jana Boušková      |
| Olaf Andersen            | Joe Don Baker        | Jiří Zahajský      |
| Celia Kirby              | Victoria Rowell      | Dana Morávková     |
| Arthur Reinhardt         | Grant Shaud          | David Vejražka     |
| Terry Corrigan           | Kevin McCarthy       | Jiří Holý          |
| Elijah Hawkins           | Charles S. Dutton    | Miroslav Saic      |
| Homer / Chi              | Chi McBride          | Rostislav Čtvrtlík |
| Armando                  | Victor Rivers        | Jan Šťastný        |
| Van Dyke                 | Sonny Jim Gaines     | Karel Richter      |
| Iowa                     | Gary Frank           | Jaroslav Horák     |
| Zeke Bridges             | Noble Willingham     | Soběslav Sejk      |
| (titulky)                | (titulky)            | Vladimír Fišer     |

Dále v českém znění hrají: Miriam Kantorková, Gustav Bubník, Hana Talpová, Eva Jiroušková, [[Alena Procházková]], Miloš Hlavica, Miroslav Mejzlík a další
- Produkce: Jaromír Šindelář
- Režie: Marie Fronková
- Pro Guild Home Video vyrobilo studio dabing, AB Barrandov.

## Reakce diváků
Datum vydání tohoto filmu byl prosinec roku 1992 a celkově film vydělal více než 40 mil. dolarů ($). Film vyvolal smíšené reakce. Některé negativní kritiky se dostaly na účet Eddie Murphyho, který se podle nich odhodlal pro „politickou frašku“. Takovéto reakce přicházely v dobách, kdy Murphy zažíval propad ve své kariéře a tím pádem je tento film považován za jeho částečné selhání. Naproti tomu film získal 4× ocenění od Environmental Media Awards a Political Film Society.
| Rok  | Status       | Ocenění       | Kategorie/Oceněný                    |
| ---- | ------------ | ------------- | ------------------------------------ |
| 1993 | Cena získána | EMA Award     | Celovečerní film                     |
| 1993 | Cena získána | EMA Award     | Celovečerní film (pro Jonathan Lynn) |
| 2002 | Cena získána | Special Award | ―                                    |
| 2002 | Cena získána | Special Award | pro Jonathan Lynn                    |

Hodnocení další kritiky:
- Dokonalý gentleman má hodnocení:  u AllmovieThe Distinguished Gentleman (1992) – Trailers, Reviews, Synopsis, Showtimes and Cast – AllMovie Archivováno 9. 5. 2006 na Wayback Machine.
- Dokonalý gentleman má hodnocení: 15 % u RottenTomatoes 1The Distinguished Gentleman – Rotten Tomatoes
- Dokonalý gentleman má hodnocení: 62 % u CSFD Dokonalý džentlmen / Distinguished Gentleman, The (1992), ČSFD.cz
- Dokonalý gentleman má hodnocení: 5,6/10 u IMDB The Distinguished Gentleman (1992) – IMDb
- Dokonalý gentleman má hodnocení: 60 % u FDB Dokonalý džentlmen (1992), The Distinguished Gentleman, režie: Jonathan Lynn

1: Styl hodnocení u RottenTomatoes: 0 % = shnilé, rozmačkané rajče, 100 % = červeňoučké, čerstvé rajče; metafora k evidentní kvalitě filmu.

## Zajímavosti
- První film Eddiho Murphyho, který nebyl publikován u Paramount Pictures, jeho domovského studia.
- Jonathan Lynn je také známý svou scenáristickou tvorbu pro britský satirický seriál Jistě, pane ministře (a i Jistě, pane premiére).[3]